# Pădureni (gmina Dămienești)
Pădureni – wieś w Rumunii, w okręgu Bacău, w gminie Dămienești. W 2011 roku liczyła 60 mieszkańców.